# Gordon Strachan
Gordon David Strachan, född 9 februari 1957 i Edinburgh i Skottland, är en skotsk manager och före detta professionell fotbollsspelare. 
Strachan var framgångsrik mittfältare i Dundee, Aberdeen, Manchester United, Leeds United och Coventry City som spelade 635 ligamatcher och gjorde 138 ligamål under en spelarkarriär som varade 23 år från 1974 till 1997. Han fortsatte därefter som manager för bland andra Coventry City, Southampton FC, Celtic FC, Middlesbrough FC samt skotska landslaget.
Han vann fotbollsjournalisternas pris som Årets fotbollsspelare i England (FWA) 1991 när han spelade för Leeds United.
Strachan spelade dessutom i skotska landslaget 50 gånger och gjorde 5 mål.